# 연방제
연방제(聯邦制, 영어: federation, federal state)는 국가의 권력을 중앙정부와 지방정부에 동등하게 분배한 정치 형태로, 2개 이상의 주권이 결합하여 국제법상 단일적인 인격을 가지는 복합 형태의 국가이다.
연방제를 실시하는 국가는 연방제 국가 혹은 연합 국가라고 부르며 연방 헌법을 지녔다. 연방 헌법은 중앙 정부와 주의 관계를 정의하며, 그 국가의 어떠한 법보다 가장 중요하며 높은 자리를 차지한다. 연합 국가와 국가 연합의 차이점은 지방 정부는 외국과의 조약 혹은 외교 관계를 맺는 권한이 없거나 중앙 정부보다 훨씬 적은 권한을 갖는다. 복수의 주권국이 중앙의 연방 정부 아래 결합하는 연방의 형태는 여러 가지가 있으나, 일반적으로 연방 정부만이 외교권, 군사권과 같은 대외 주권을 행사하고, 연방 정부 자체가 국가로서 통일적인 국제법상 인격을 인정받는 통합 형태이다.

## 연방제 국가
- 나이지리아
- 남수단
- 네팔
- 독일 (16개의 자치주)
- 도미니카 연방

현재의 연방제 국가 (녹색)

- 러시아 (83개의 연방주체, 우크라이나 전쟁에서 뺏은 크림 공화국, 세바스토폴, 도네츠크 인민공화국, 루간스크 인민공화국, 자포로지예주, 헤르손)
- 말레이시아
- 멕시코 (31개의 자치주, 1개의 수도)
- 미국 (50개의 주, 1개의 자치구 겸 수도)
- 미크로네시아 연방
- 베네수엘라
- 벨기에
- 보스니아 헤르체고비나
- 브라질 (26개의 주)
- 세인트키츠 네비스
- 소말리아
- 수단
- 스위스 (26개의 주)
- 아랍에미리트
- 아르헨티나 (23개의 주)
- 에티오피아
- 오스트레일리아 (6개의 자치주, 1개의 준주, 1개의 수도 준주)
- 오스트리아 (9개의 자치주)
- 이라크
- 인도 (28개의 자치주, 8개의 연방 직할지)
- 캐나다 (10개의 주, 3개의 준주)
- 코모로 (3개의 섬)
- 파키스탄

## 같이 보기
- 연방주 & 연방구(행정 구역)
- 연방 직할지
- 국가 연합
- 단일 국가(단방제)
- 강소국연방제
- 중립국
- 유럽 합중국(USE)
- 합중국